# Саиго Такамори
Саиго Такамори (Јап. 西郷隆盛 (隆永) „Saigō Takamori (Takanaga)“; 23. јануар 1828 – 24. септембар 1877) био је један од најутицајнијих самураја касног Едо периода и ране Меиџи ере. Често се описује као последњи прави самурај. Рођен као Саиго Кокичи (西郷小吉Saigō Kokichi), по одрастању добија име Такамори. Поезију је писао под алијасом Саиго Наншу (西郷南洲 Saigō Nanshū).

## Детињство и младост
Саиго Такамори је рођен 23. јануара 1828. године (7. децембра по лунарном календару у десетој години Бунсеи ере) у округу Сацума (данас префектура Кагошима).
У својој раној каријери служио је као ниско рангиран самурај „каши“ (самураји који су се бавили успут бавили земљорадњом или трговином) без обзира што је породица Саиго имала виши ранг „јокаши“ чији су припадници били само ратници. Без обзира што су виши слојеви ратника били финансирани од стране даимјоа, Саиго је живео сиромашно, више као „каши“ са дуговима за које му је требало око 25 година да их врати. У то време је постојала дискриминиација између виших и нижих слојева самураја па је Саиго стално морао да балансира између социјалног и економског статуса. На те изазове је одговарао скромношћу, достојанством и стрпљењу што је импресионирало друге самураје Сацуме а касније и на остале Јапанце које је сретао током живота.
Саиго је 1854. године изабран да оде у Едо (данашњи Токио) и да помогне даимјоу округа Сацума Шимазу Нариакири, у задатку да помогне у побољшању односа и учвршћавању везе између Токугава шогуната и царског двора.
Саигов посао у Еду нагло је прекинут тз. „Ансеи чистком“ који је изазвао Ии Наосуке против неистомишљеника по питању шогуната. У то време и Шимазу Нариакира напрасно умире па Саиго бежи назад у Кагошиму где је ухапшен и протеран на острво Амами Ошима. Накратко је позван назад 1861. године да би опет био прогнан од стране новог даијоа Сацуме Шимазу Хисамицуа, само овог пута на острво Окиноерабу, јужно од острва Амами Ошима. Хисамицу је опростио Саигоу 1864. и послао га у Кјото да се побрине за послове округа које су се тицале царског двора.

## Меиџи обнова
Након што је преузео вођство над војним снагама округа Сацума у Кјоту, Саиго брзо склапа савез са округом Аизу против побуњеничког округа Чошу. Тако уједињени, спречавају да Чошу заузме царски двор у Кјоту и побеђују у борби која ће се касније у историји називати Кинмон инцидент. У августу 1864, Саиго је био један од главних војних команданта који су водили тз. Први поход на Чошу која је била одговор шогуната на Кинмон инцидент. Међутим будући да је Саиго био свестан да се влада шогуната може окренути и против његове области залаже се да се први поход заврши у миру тако што ће бити кажњени само организатори „Кинмон инцидента“ принудом да изврше сепуку. Иако у почетку непријатељске, две области се временом уједињују што доводи до тз. Сатчо алијансе. Када је „бакуфу“ 1866. године отпочео Други поход на Чошу област Сацума је остала неутрална што је омогућило области Чошу да у овој борби однесе победу.
У новембру 1867. године шогун Токугава Јошинобу даје оставку на место владајућег тела и предаје земљу цару активирајући период тз. Меиџи обнове. Међутим Саиго се није слагао да Токугава остане у влади већ је сматрао да је шогун треба да врати све поседе, титуле и статусе које има. То мишљење касније је и изазвало Бошин рат па је уместо мирног силаска са власти ипак дошло до борби.
Током Бошин рата Саиго је предводио трупе царске војске у борбама на Тоба-Фушими, да би касније довео војску до самог замка у Еду где је прихватио предају замка од преставника шогуната Кацу Каишуа.

## Меиџи Бирократа
Иако су Окубо Тошимичи и други самураји били много активнији и утицајнији у оформљавању нове Меиџи владе, Саиго је био нешто пасивнији. И даље је имао велику улогу у политици напуштања „хан“ система и оснивања новог „кен“ (систем модерних префектура), напуштању феудализма и стварања нових војних снага, али како је време отицало све више се противио убрзаној модернизацији и удруживању са Западом. Отворено се противио изградњи мреже возног саобраћаја инсистирајући да је тај новац требало паметније уложити у унапређивање војске.
Саиго је инсистирао да би Јапан требало да зарати са Корејом током Сеиканрон дебате (1873) зато што је Кореја одбила да прихвати легитимитет цара Меиџија као владара Јапана а и због несугласица при успостављању трговинских размена и дипломатских односа. Ишао је чак дотле да је често посећивао Кореју и понашао се увредљиво према Корејцима у нади да би провоцирањем могао да изазове casus belli (разлог за рат), тако што би Корејци покушали да га, као одмазду за увреде, убију. Али други јапански државници су се снажно противили тим плановима, делом и због буџета али и због страха да не буду побеђени имајући у виду да још увек нису достигли ниво технологије и војне снаге какву има Запад. Као протест на ту одлуку Саиго даје оставку на све позиције у влади и одлази назад у своје родно место, Кагошиму.

## Побуна Сацума (1877)
Недуго затим у Кагошими се оснива приватна војна академија за „праве самураје“ који су такође, због својих веровања дали оставке на своје позиције у власти. Ови самураји почињу да доминирају у врховима у Кагошими па бојећи се да би могло да дође до побуне, влада шаље бојне бродове да одстрани оружје и војни арсенал из истог града. Ова одлука се показала као провокација и резултирала је отвореним конфликтом јер су тензије због нестанка и осиромашења самурајске класе још од 1877. године биле изузетно високе. Саиго је изабран да буде вођа побуњеника против централне владе.
Побуна је угушена за неколико месеци од стране царске војске која је бројала 300.000 самураја, војних официра и обичних војника под вођством Кавамуре Сумијошија. Царска војска је била опремљена најмодернијом опремом и наоружањем укључујући у то и хаубице као и извиђачке балоне. Побуњеници из области Сацума бројали су око 40.000 људи, док је у последњој бици у Широјами било само око 400 људи. Мада су се борили за опстанак самураја и они су користили модерно наоружање, ватрено оружје и топове које је остало још од Бошин рата. Мада је у популарној култури другачије приказано, Саиго је носио западну одећу и униформу и користио пушке у борбама али како је конфликт трајао полако је долазило до недостатка муниције. У последњим борбама користили су мачеве, копља, стреле и лукове што је више представљало самоубилачку мисију него реалну борбу.
Током битке Саиго бива озбиљно рањен у кук али прецизнији опис повреда ни данас није познат. Саиго је извршио сепуку али под каквим околностима и даље је питање историјске дебате. Постоје верзије које говоре да се Саиго после те повреде некако „учврстио“, придигао и сам извршио ритуално самоубиство. По другој верзији, замолио је пријатеља Бепу Шинсукеа да му асистира у томе. По трећој сугерира се да су обе верзије погрешне и да је Саиго сигурно због озбиљне ране запао у шок, губећи могућност да уопште говори. У том случају неколико његових сабораца могло је да му помогне у томе и одруби му главу верујући да је то начин којим би Саиго желео да заврши свој живот, што су касније могли да поткрпе причом да би сачували његов статус „правог самураја“.
И даље није познато шта се заиста десило са главом Саига Такаморија након што је она одрубљена. По легенди, слуге су сакриле главу али је била пронађена од стране царских војника и спојена са Саиговим телом које је лежало поред његових заменика Кирино и Мурате. Ова сцена је просведочена од стране америчког морнаричког капетана Џона Капен Хубарда (John Capen Hubbard). По једној дугој легенди глава никад није ни била нађена.
Након Саигове смрти завршава се и побуна Сацума округа.

## Легенде
Постоје многе легенде о Саигу о његовом животу и смрти, али постоји и добар део људи који је веровао да Саиго никад није умро у бици код Широјаме. Очекивало се да ће сваког тренутка доћи из Индије, Кине или да ће се вратити праћен бродовима цара Александра из Русије да исправи неправду и направи нови поредак у влади. Говорило се чак и да комета, која је прошла близу земље у 19. веку и била видљива у Јапану, имала лик Саига Такаморија што се узимало као лош знак према његовим непријатељима. У немогућности да контролишу новонастали култ према личности Саига Такаморија и поштовање које су људи имали према тзв. самурајским врлинама, влада Меиџи периода постхумно му је, 22. фебруала 1889. опростила подизање побуне и повреду тадашњих закона.

## Споменик
Чувена бронзана статуа Саига у ловачкој опреми са својим псом, постављена је у парку Уено у Токију 18. децембра 1898. На свечаности отварања овог споменика позван је британски дипломата Ернест Сато кога је Саиго лично упознао 1860—их. Овај догађај подобније је описан у његовој књизи „Дипломата у Јапану“, а репродукција исте статуе стоји и на острву где је Саиго био прогнан (Окиноерабуџима).

## У популарној култури
Саигова последња битка против Меиџи владе у бици код Широјаме била је инспирација за филм Последњи самурај. Кацумото кога у филму игра Кен Ватанабе је базиран на лику Саигоа.
У годишњим таига драмама које прави Национална телевизија Јапана (NHK) Саиго се појављује у серијалима "Ацухиме" и "Рјомаден".
Саиго се појављује као генерал у игрици „Shogun 2: Fall of the Samurai during Japan's Meiji Restoration“
Саиго Токумори из духовитог манга-аниме серијала Гинтама је базиран на његовом лику.